# Mitterkaser (Lattengebirge)
Der Mitterkaser ist eine Almhütte im Lattengebirge auf dem Gebiet der Gemeinde Bischofswiesen.
Der Mitterkaser steht unter Denkmalschutz und ist unter der Nummer D-1-72-117-104 in die Bayerische Denkmalliste eingetragen.

## Lage
Der Mitterkaser liegt an der Ostflanke des Lattengebirges unterhalb der Törlschneid auf einer Höhe von 1230 m ü. NHN.

## Baubeschreibung
Beim Mitterkaser handelt es sich um einen eingeschossigen Blockbau mit Satteldach, der im 18. oder 19. Jahrhundert errichtet wurde.

## Heutige Nutzung
Die Alm am Mitterkaser wird heute noch landwirtschaftlich genutzt, die Hütte ist jedoch nicht bewirtet.